# Nytt Land
Nytt Land ist eine fünfköpfige Nordic-Ritual-Folk-Band aus dem sibirischen Kalachinsk in Russland. Seit Dezember 2020 steht die Band bei Napalm Records unter Vertrag.

## Diskografie
- 2015: Hávamál (Album, CD, Crush The Desert)
- 2016: Sköpun (Album, CD, Sulphur Flowers)
- 2016: The Last War (EP, CD, Kszenca Records)
- 2017: Fimbulwinter (Album, CD, Cold Spring Records)
- 2018: Oðal (Album, CD, Cold Spring Records)
- 2020: Cvlt (Album, CD/LP, Infinite Fog Productions)
- 2021: Ritual (Album, CD/LP, Napalm Records)
- 2023: Torem (Album, CD/LP, Napalm Records)

Beiträge auf Kompilationen (Auswahl):
- 2017: The Last War auf Messina 1908 (CD, Dornwald Records)
- 2018: Nordur / Yule Song auf Earthen – A Cold Spring Sampler (2xCD, Cold Spring Records)

## Musikvideos
- 2019: Ragnarok
- 2020: Ohne Dich
- 2020: Black Raven
- 2021: Ritual
- 2021: U-Gra
- 2023: Nord (Regie: Natasha „Baba Yaga“ Pakhalenko)
- 2023: Huginn Ok Muninn (Regie: Natasha „Baba Yaga“ Pakhalenko)
- 2023: Rise of Midgard (Regie: Natasha „Baba Yaga“ Pakhalenko)